# Alessandria Foot Ball Club 1913-1914
Questa pagina raccoglie le informazioni riguardanti l'Alessandria Foot Ball Club nelle competizioni ufficiali della stagione 1913-1914.

## Stagione
Nella stagione 1913-1914 l'Alessandria disputò il primo campionato di Prima Categoria della sua storia, ottenendo un quinto posto nel girone eliminario Ligure-Piemontese.

## Divise
| 1ª divisa |

## Organigramma societario
Area direttiva
- Presidente: Giuseppe Brezzi
- Vicepresidente: Pietro Poggio
- Consiglieri: Gioachino Garavelli, Giovanni Rossanigo, Umberto Vitale e Bruno Voglino

Area organizzativa
- Segretario e Cassiere: Amilcare Savojardo

Area tecnica
- Direttore tecnico: Augusto Rangone
- Allenatore: George Arthur Smith

## Rosa
| N. |                   | Ruolo | Calciatore          |
| -- | ----------------- | ----- | ------------------- |
|    | Italia (bandiera) | P     | Filippo Pellizzoni  |
|    | Italia (bandiera) | P     | Eugenio Porrati     |
|    | Italia (bandiera) | D     | Felice Barile       |
|    | Italia (bandiera) | D     | Guglielmo Barberis  |
|    | Italia (bandiera) | D     | Felice Milano (II)  |
|    | Italia (bandiera) | D     | Giuseppe Ticozzelli |
|    | Italia (bandiera) | C     | Carlo Carcano       |
|    | Italia (bandiera) | C     | Carlo Lazoli (I)    |
|    | Italia (bandiera) | C     | Amilcare Savojardo  |

| N. |                   | Ruolo | Calciatore          |
| -- | ----------------- | ----- | ------------------- |
|    | Italia (bandiera) | A     | Luigi Bosio         |
|    | Italia (bandiera) | A     | Alessandro Brunoldi |
|    | Italia (bandiera) | A     | Luigi Du Jardin     |
|    | Italia (bandiera) | A     | Edoardo Grillo      |
|    | Italia (bandiera) | A     | Carlo Moretti       |
|    | Italia (bandiera) | A     | Ernesto Ricci (II)  |
|    | Italia (bandiera) | A     | Aldo Torricelli     |
|    | Italia (bandiera) | A     | Torti (II)          |

## Risultati

### Prima Categoria

#### Girone di andata
| Arbitro: | Calì (Genova) |

|            |           |              |
| Grillo 35’ | Marcatori | 25’ Tacchini |

| Alessandria 19 ottobre 1913, ore 14:05 CET 2ª giornata | Alessandria       | 0 – 0 referto | Vigor Torino | Piazza d'Armi\| Arbitro: \| Goetzlof (Genova) \| |
| Arbitro:                                               | Goetzlof (Genova) |               |              |                                                  |

| Arbitro: | Laugeri (Torino) |

|                                                          |           |  |
| Grillo 10’, 44’, 55’, 65’ Milano II 47’, 68’ Carcano 57’ | Marcatori |  |

| Arbitro: | Scamoni (Torino) |

|            |           |  |
| Mattea 30’ | Marcatori |  |

| Arbitro: | Scamoni (Torino) |

|                     |           |                   |
| Capra II 20’ (aut.) | Marcatori | 51’, 84’ Mosso II |

| Arbitro: | Hess (Torino) |

|              |           |                                      |
| Ricci II 35’ | Marcatori | 21’, 40’ (rig.) Grant 30’ Walsingham |

| Arbitro: | Varetto (Torino) |

|  |           |                        |
|  | Marcatori | 23’, 46’, 89’ Brunoldi |

| Arbitro: | Laugeri (Torino) |

|  |           |                                    |
|  | Marcatori | 82’ Ricci II 86’ Moretti 90’ Bosio |

| Arbitro: | Armano (Torino) |

|                                            |           |  |
| Ricci II 7’, 53’ Carcano , 68’, 78’ (rig.) | Marcatori |  |

#### Girone di ritorno
| Arbitro: | Ambrosini (Torino) |

|                    |           |  |
| Rampini II 9’, 30’ | Marcatori |  |

| Arbitro: | Laugeri (Torino) |

|                               |           |                                         |
| Colombo 35’ Baglione 48’, 57’ | Marcatori | 11’, 66’Grillo 36’ Moretti 52’ Ricci II |

| Arbitro: | Croce (Genova) |

|                       |           |                         |
| Fava 43’ Brunello 49’ | Marcatori | 60’ Grillo 77’ Ricci II |

| Arbitro: | Massa (Torino) |

|  |           |                                                            |
|  | Marcatori | 5’ Moretti 15’ (86) Brunoldi 19’ (rig.) Carcano 78’ Grillo |

| Arbitro: | Laugeri (Torino) |

|              |           |                                                |
| Brunoldi 15’ | Marcatori | 44’ Gallina II 81’ (rig.) Barbesino 85’ Mattea |

| Arbitro: | Resegotti (Milano) |

|                                           |           |                         |
| Mosso I 11’, 70’ Mosso III 25’ Tirone 35’ | Marcatori | 75’ Grillo 80’Savojardo |

| Arbitro: | Scamoni (Torino) |

|                                        |           |  |
| Grant 20’ Walsingham 35’ Crocco II 82’ | Marcatori |  |

| Arbitro: | Laugeri (Torino) |

|                                            |           |  |
| Grillo 30’ Carcano 32’ (rig.) Ricci II 59’ | Marcatori |  |

| Arbitro: | Scamoni (Torino) |

|                                                           |           |           |
| Ricci II 20’ Carcano 37’ (rig.) Grillo 41’ Torricelli 42’ | Marcatori | 85’ Hurni |

## Statistiche

### Statistiche di squadra
| Competizione    | Punti | In casa | In casa | In casa | In casa | In casa | In casa | In trasferta | In trasferta | In trasferta | In trasferta | In trasferta | In trasferta | Totale | Totale | Totale | Totale | Totale | Totale | DR  |
| Competizione    | Punti | G       | V       | N       | P       | Gf      | Gs      | G            | V            | N            | P            | Gf           | Gs           | G      | V      | N      | P      | Gf     | Gs     | DR  |
| --------------- | ----- | ------- | ------- | ------- | ------- | ------- | ------- | ------------ | ------------ | ------------ | ------------ | ------------ | ------------ | ------ | ------ | ------ | ------ | ------ | ------ | --- |
| Prima Categoria | 19    | 9       | 4       | 2       | 3       | 22      | 10      | 9            | 4            | 1            | 4            | 19           | 15           | 18     | 8      | 3      | 7      | 41     | 25     | +16 |

### Statistiche dei giocatori[2]
| Giocatore      | Prima Categoria | Prima Categoria |
| Giocatore      | Presenze        | Reti            |
| -------------- | --------------- | --------------- |
| F. Barile      | 3               | 0               |
| G. Barberis    | 1               | 0               |
| L. Bosio       | 17              | 1               |
| A. Brunoldi    | 16              | 6               |
| C. Carcano     | 15              | 6               |
| L. Du Jardin   | 5               | 0               |
| E. Grillo      | 18              | 12              |
| C. Lazoli (I)  | 17              | 0               |
| F. Milano (II) | 18              | 2               |
| C. Moretti     | 9               | 2               |
| F. Pellizzoni  | 16              | -?              |
| E. Porrati     | 2               | -?              |
| E. Ricci (II)  | 17              | 8               |
| A. Savojardo   | 18              | 2               |
| G. Ticozzelli  | 16              | 0               |
| A. Torricelli  | 4               | 1               |
| Torti (II)     | 6               | 0               |